# Charles Guldemond
Charles Guldemond –conocido como Chas Guldemond– (Laconia, 22 de abril de 1987) es un deportista estadounidense que compitió en snowboard. Consiguió dos medallas de bronce en los X Games de Invierno.

## Medallero internacional
| \| X Games de Invierno \| X Games de Invierno \| X Games de Invierno \| X Games de Invierno \| \| Año \| Lugar \| Medalla \| Prueba \| \| ------------------- \| ---------------------- \| ------------------- \| ------------------- \| \| 2010 \| Aspen (Estados Unidos) \| Medalla de bronce \| Slopestyle \| \| 2011 \| Aspen (Estados Unidos) \| Medalla de bronce \| Mejor método \| |                        |                   |              |
| X Games de Invierno |                        |                   |              |
| Año | Lugar                  | Medalla           | Prueba       |
| 2010 | Aspen (Estados Unidos) | Medalla de bronce | Slopestyle   |
| 2011 | Aspen (Estados Unidos) | Medalla de bronce | Mejor método |